# 3422 Reid
3422 Reid eller 1978 OJ är en asteroid i huvudbältet som upptäcktes den 28 juli 1978 av Perth-observatoriet. Den är uppkallad efter Ruth och Gordon Reid.
Den tillhör asteroidgruppen Eunomia.